# 玛丽安娜·布根哈根
玛丽安娜·布根哈根（德語：Marianne Buggenhagen，1953年5月26日—），德国女子田径运动员。她曾代表德国参加1992年、1996年、2000年、2004年、2008年、2012年和2016年夏季残疾人奥林匹克运动会田径比赛，获得九枚金牌、二枚银牌和三枚铜牌。